# ديك ريتشاردسون (ملاكم)
ديك ريتشاردسون (بالإنجليزية: Dick Richardson)‏ كان ملاكم محترف ويلزي صنّف ضمن فئة الوزن الثقيل بدأ مسيرته الاحترافية سنة 1954. كان خصمه في نزاله الأخير هو هنري كوبر حيث خسر أمامه.

## المسيرة الاحترافية
من نزالاته:
- خسر أمام هنري كوبر بالضربة القاضية (1963/03/26).
- خسر أمام إينجمار يوهانسون بالضربة القاضية (1962/06/17).
- انتصر على كارل ميلدينبيرجير بالضربة القاضية (1962/02/24).
- انتصر على براين لندن بالضربة الفنية القاضية (1960/08/29).
- خسر أمام هنري كوبر بالضربة الفنية القاضية (1958/09/03).
- انتصر على بوب بيكر (1958/07/09).
- خسر أمام كليفلاند ويليامز (1958/03/25).
- خسر أمام بوب بيكر (1957/12/10).
- خسر أمام ويلي باسترانو (1957/10/22).
- خسر أمام نينو فالديز بالضربة الفنية القاضية (1956/12/04).
- انتصر على إزارد تشارلز (1956/10/02).

## إحصائيات
خاض خلال مسيرته 47 نزالا، فاز في 31 وتعادل في 2 وخسر في 14. فاز بالضربة القاضية في 24 نزالا.

## روابط خارجية
- ديك ريتشاردسون على موقع بوكس ريك (الإنجليزية) (registration required)